# 格里高利五世 (普世牧首)

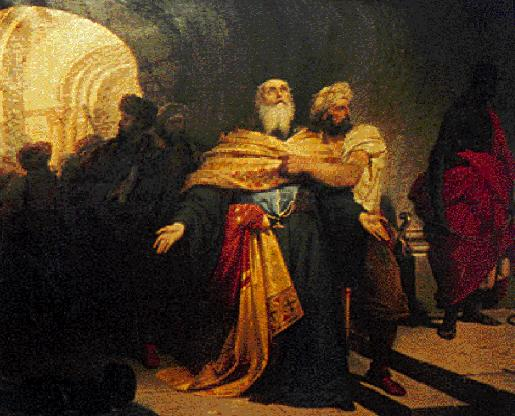
牧首格里戈里奥五世死前的圖像，表現他從容面對絞刑的神情

格里高利五世（1746年—1821年4月22日），君士坦丁堡的正教会普世牧首（任期1797-1798年、1806-1808年、1818-1821年）與「民族烈士」兼聖徒，死於希臘獨立戰爭的初起階段，特別是在1821年君士坦丁堡大屠杀時，被鄂圖曼土耳其處死，罪名是他無法約束東正教的希臘人參加造反運動，因此以失職罪被絞死。

## 生平
格里戈里奥出生於伯羅奔尼撒半島的迪密撒那，曾於雅典與巴特摩斯聖約翰修道院求學。他於1785年成為士麥拿都主教時，在教育事務上表現了強烈的興趣，並將聖約翰·屈梭多模的作品翻譯成現代希臘文。在他三度擔任君士坦丁堡牧首期間，他對啟蒙主義的思想作出了重要且尖銳的批評。格里戈里奥在1819年君士坦丁堡東正教宗教大會後所發出的一封詔諭中指出，如果希臘青年言詞粗野、忽視宗教還道德退化，則他們吸收再多的科學與數學知識亦將無濟於事。他因而與鄂圖曼當局合作，試圖遏止西方思想與法國大革命的影響，並呼籲東正教信徒服從鄂圖曼帝國。他也相當鼓勵教會報紙出版一些能保護東正教信仰免受西方思想污染的刊物。
當1821年，希臘獨立戰爭在多瑙河流域爆發時，格里戈里奥與宗教大會也發出詔諭，將亞歷山大·伊普斯蘭提斯、米開爾·守茲索斯及他們的追隨者逐出東正教會。這個強烈反革命的動作讓君士坦丁堡的希臘人躲過被大屠殺的命運，但卻無法使格里戈里奥免受鄂圖曼官方的處分，他於1821年4月10日在主教座堂的入口處遭受環首之刑。從鄂圖曼的角度來看，格里戈里奥無力確保東正教人民對蘇丹的忠誠，一直以來鄂圖曼給予東正教徒宗教自由的代價，就是保障這樣基本的忠誠，但牧首的功用卻徹底失敗，故以失職罪處死他。
事件過後，他的遺體從金角灣被解下來送到敖德薩，並於1821年6月安葬在此處。1921年當他受刑的一百週年時，他被東正教會正式封為聖人。